# スーパーロボット大戦ORIGINAL GENERATION THE ANIMATION
『スーパーロボット大戦ORIGINAL GENERATION THE ANIMATION』（スーパーロボットたいせん オリジナルジェネレーション ジ アニメーション）は、バンプレストのシミュレーションRPGスーパーロボット大戦シリーズを題材としたOVA作品。本項では、OVAから派生したドラマCDや、OVAのコミカライズ作品についても記述する。
2006年6月29日には『スーパーロボット大戦ORIGINAL GENERATION THE ANIMATION Complete』として全3話を収録したUMDをリリース。

## 概要
本作は『スーパーロボット大戦』の名を冠する初のアニメーション作品である。ただし、OGシリーズのストーリーのため、版権作品などは登場しない。『スーパーロボット大戦ORIGINAL GENERATION2』終了後の物語であり、そこで起きた「バルトール事件」を描くオリジナルストーリー。
『スーパーロボット大戦ORIGINAL GENERATION』『スーパーロボット大戦ORIGINAL GENERATION2』に、本作OVA並びにドラマCDのエピソードを加えたPlayStation 2用ソフト『スーパーロボット大戦OG ORIGINAL GENERATIONS』が、2007年6月28日に発売された。

## キャスト
ラミア・ラヴレスや、ラトゥーニ・スゥボータなどは本作で初めて声がついた。
- キョウスケ・ナンブ：森川智之
- エクセレン・ブロウニング：水谷優子
- ブルックリン・ラックフィールド：杉田智和
- クスハ・ミズハ：高橋美佳子
- リュウセイ・ダテ：三木眞一郎
- ライディース・F・ブランシュタイン：置鮎龍太郎
- アヤ・コバヤシ：冬馬由美
- マイ・コバヤシ：折笠愛
- ヴィレッタ・バディム：田中敦子
- ギリアム・イェーガー：田中秀幸
- ラミア・ラヴレス：清水香里
- アラド・バランガ：鶏内一也
- ゼオラ・シュバイツァー：かかずゆみ
- ラトゥーニ・スゥボータ：平井理子
- テツヤ・オノデラ：堀川仁
- リョウト・ヒカワ：小林由美子
- リオ・メイロン：夏樹リオ
- エイタ・ナダカ：田中大文
- マサキ・アンドー：緑川光
- シロ：折笠愛
- クロ：佐久間レイ
- ゼンガー・ゾンボルト：小野健一
- レーツェル・ファインシュメッカー：稲田徹
- ヴィルヘルム・フォン・ユルゲン：牛山茂

## スタッフ
- 原作 - バンプレスト
- 企画 - 山浦康彦、川城和実
- 監修 - 寺田貴信
- 監督・絵コンテ・演出 - 川越淳
- 脚本 - 西園悟
- キャラクター原案 - 河野さち子
- メカニック原案 - 宮武一貴、カトキハジメ、斉藤和衛、金丸仁、安藤弘、守谷淳一
- キャラクターデザイン・作画監督 - 田中良
- メカニックデザイン・作画監督 - 才木康寛
- CGメカニックデザイン - 高倉武史
- 3DCG - 本田稔裕
- 美術 - 宮野隆
- 色彩設計 - 原田幸子
- 撮影 - 佐藤正人
- 編集 - 田熊純
- 音楽 - 斉藤恒芳
- 音響監督 - なかのとおる
- プロデューサー - 寺田貴信、松田吉史、小林辰与、森本浩二
- アニメーション制作 - ブレインズ・ベース
- 製作 - バンダイビジュアル

## 主題歌
オープニングテーマ
「迷宮のプリズナー」
作詞・作曲 - 影山ヒロノブ / 編曲 - 須藤賢一 / 歌 - JAM Project
エンディングテーマ
「Protect You」（第1話）
作詞 - 遠藤正明・奥井雅美 / 作曲 - 奥井雅美 / 歌 - JAM Project featuring 遠藤正明・奥井雅美
「Name of the Truth」（第2話）
作詞・作曲 - きただにひろし / 編曲 - 河野陽吾 / 歌 - JAM Project featuring 松本梨香・きただにひろし
「星空のレクイエム」（第3話）
作詞 - 影山ヒロノブ / 作編曲 - 福山芳樹 / ストリングスアレンジ - 須藤賢一 / 歌 - JAM Project featuring 影山ヒロノブ・福山芳樹
挿入歌
「熱風! 疾風! サイバスター」（第2話）
作詞 - 田中麻衣子・小泉正宏 / 作曲 - 田中伸一 / 編曲 - 河野陽吾 / 歌 - JAM Project featuring 影山ヒロノブ・遠藤正明・福山芳樹・きただにひろし・ヒカルド・クルーズ
本作のエピソードがゲームに反映されたため、OPテーマ「迷宮のプリズナー」は、「迷宮のプリズナー Ver.OG」として『OGs』のBGMとして使用された。

## サブタイトル
1. 群れなす機械（バルトール） - 2005年5月27日発売
2. ヒトという部品（パーツ） - 2005年8月26日発売
3. 迷宮の囚人（プリズナー） - 2005年12月23日発売

## サウンドトラック
スーパーロボット大戦 ORIGINAL GENERATION オリジナルサウンドトラック - 2006年2月8日発売

## ドラマCD
ランティスから発売されたドラマCDで各巻に2話収録されている。全3巻。
スーパーロボット大戦 ORIGINAL GENERATION THE SOUND CINEMA VOL.1 - 2005年10月5日発売
OVAの前日談。
スーパーロボット大戦 ORIGINAL GENERATION THE SOUND CINEMA VOL.2 - 2005年11月23日発売
OVA1〜2巻の別視点。本編未登場のアイビスやリューネらの物語。
スーパーロボット大戦 ORIGINAL GENERATION THE SOUND CINEMA VOL.3 - 2006年1月25日発売
前半がVol.2の続き、後半がOVA第3話直後のおちゃらけた後日談。

### キャスト
OVA版にも登場する人物のキャストはそれと同一。
- リューネ・ゾルダーク：日高奈留美
- シュウ・シラカワ：子安武人
- アイビス・ダグラス：渡辺明乃
- ツグミ・タカクラ：長谷川知子
- エルザム・V・ブランシュタイン：稲田徹
- ロバート・H・オオミヤ：桐本琢也
- リック・ウォン：東地宏樹
- ジジ・ルー：勝生真沙子
- マウロ・ガット：金尾哲夫
- カイル・ビーン：岩田光央
- セルシア・ファーム：根谷美智子
- ダイアン・ウッド：成田紗矢香

### サブタイトル
Vol.1収録
第1話「試される番人達（ガーディアンズ）」
第2話「捧げられる生贄（サクリファイス）」
Vol.2収録
第3話「欺かれた観客達（オーディエンス）」
第4話「望まれぬ来訪者（ビジター）」
Vol.3収録
第5話「規格外の存在（イグジステンス）」
第6話「たまにはこんな大騒ぎ（セレブレイション）」

## 漫画
電撃ホビーマガジンで連載。OVAの漫画化。せたのりやす著。全1巻。ISBN 9784840238366

## プロモーション
スーパーロボット大戦感謝祭2005
2005年2月12日、新木場スタジオコーストにて行われた「スーパーロボット大戦感謝祭2005」にて本作の映像が公開された。ライディース・F・ブランシュタイン役の置鮎龍太郎と、サプライズゲストのエクセレン・ブロウニング役の水谷優子、監修の寺田貴信による出演者トークショーも行われている。